# Chirotica stigmatica
Chirotica stigmatica là một loài tò vò trong họ Ichneumonidae.